# 阿爾傑什縣
阿爾傑什縣（羅馬尼亞語：Județul Argeș）是羅馬尼亞南部的一個縣。面積6,862平方公里，2011年時人口為652,625人，人口密度為每平方公里89人。首府皮特什蒂。
下設3市、4镇、95鄉。